# Спурий Ицилий
Спурий Ицилий (Spurius Icilius) е политик на Римската република през 5 век пр.н.е.
Произлиза от фамилията Ицилии.
През 470 пр.н.е. той е народен трибун. Колега в Комицията на плебеите е с Марк Дуилий, Гай Сициний, Луций Мецилий и Луций Нумиторий.
Вероятно той е трибун за първи път през 492, за втори път през 481 и за трети път през 471 пр.н.е. 